# Rząd Aleca Douglasa-Home’a

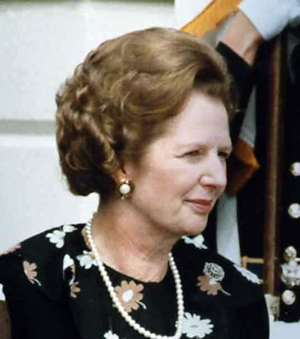
Margaret Thatcher, parlamentarny sekretarz w ministerstwie emerytur

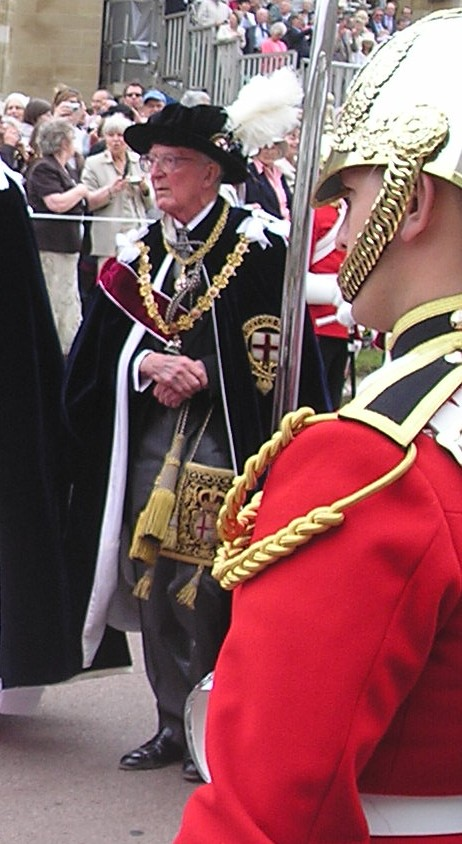
Baron Carrington, minister bez teki

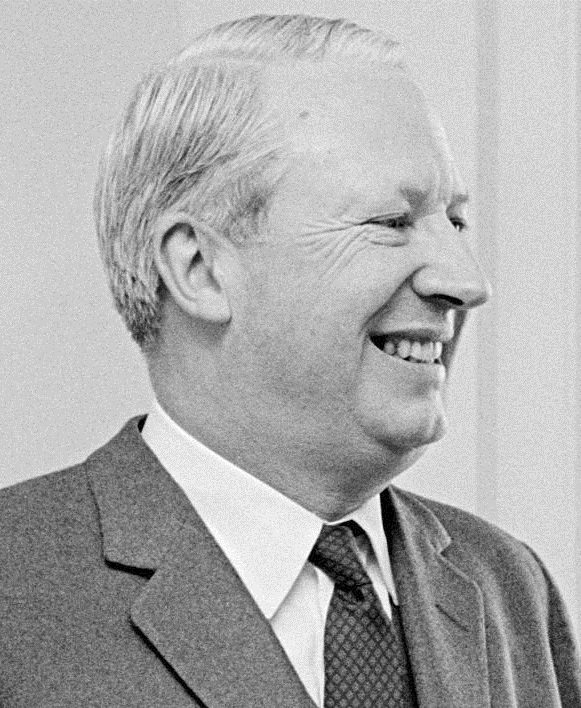
Edward Heath, minister handlu i przemysłu

Rząd Partii Konserwatywnej pod przewodnictwem Aleca Douglasa-Home’a powstał po rezygnacji Harolda Macmillana w październiku 1963 r. i przetrwał do wyborów w październiku 1964 r.
Członków ścisłego gabinetu wyróżniono tłustym drukiem.

## Skład rządu
| Urząd                                                                  | Imię i nazwisko                                    | Kadencja  |
| ---------------------------------------------------------------------- | -------------------------------------------------- | --------- |
| Premier Pierwszy lord skarbu                                           | Alec Douglas-Home                                  | 1964–1964 |
|                                                                        |                                                    |           |
| Lord kanclerz                                                          | Reginald Manningham-Buller, 1. wicehrabia Dilhorne | 1964–1964 |
| Lord przewodniczący Rady                                               | Quintin Hogg, 2. wicehrabia Hailsham               | 1964–1964 |
| Lord tajnej pieczęci                                                   | Selwyn Lloyd                                       | 1964–1964 |
| Kanclerz skarbu                                                        | Reginald Maudling                                  | 1964–1964 |
| Parlamentarny sekretarz skarbu                                         | Martin Redmayne                                    | 1964–1964 |
| Finansowy sekretarz skarbu                                             | Alan Green                                         | 1964–1964 |
| Ekonomiczny sekretarz skarbu                                           | Maurice Macmillan                                  | 1964–1964 |
| Lord skarbu                                                            | John Hill                                          | 1964–1964 |
| Lord skarbu                                                            | John Peel                                          | 1964–1964 |
| Lord skarbu                                                            | Gordon Campbell                                    | 1963      |
| Lord skarbu                                                            | Michael Hamilton                                   | 1964–1964 |
| Lord skarbu                                                            | Martin McLaren                                     | 1964–1964 |
| Lord skarbu                                                            | Ian MacArthur                                      | 1964–1964 |
| Minister spraw zagranicznych                                           | Rab Butler                                         | 1964–1964 |
| Minister stanu w Foreign Affairs                                       | Henry Scrymgeour-Wedderburn, 11. hrabia Dundee     | 1964–1964 |
| Minister stanu w Foreign Affairs                                       | Peter Thomas                                       | 1964–1964 |
| Podsekretarz stanu w Foreign Office                                    | Peter Smithers                                     | 1964–1964 |
| Podsekretarz stanu w Foreign Office                                    | Robert Mathew                                      | 1964      |
| Minister spraw wewnętrznych                                            | Henry Brooke                                       | 1964–1964 |
| Minister stanu w Home Office                                           | Patrick Vanden-Bempde-Johnstone, 4. baron Derwent  | 1964–1964 |
| Podsekretarz stau w Home Office                                        | Montague Woodhouse                                 | 1964–1964 |
| Podsekretarz stau w Home Office                                        | Mervyn Pike                                        | 1964–1964 |
| Pierwszy lord Admiralicji                                              | George Jellicoe                                    | 1964–1964 |
| Cywilny lord Admiralicji                                               | John Hay                                           | 1964–1964 |
| Minister rolnictwa, rybołówstwa i żywności                             | Christopher Soames                                 | 1964–1964 |
| Parlamentarny sekretarz w ministerstwie rolnictwa                      | Rowland Winn, 4. baron St Oswald                   | 1964–1964 |
| Parlamentarny sekretarz w ministerstwie rolnictwa                      | James Scott-Hopkins                                | 1964–1964 |
| Minister lotnictwa                                                     | Hugh Fraser                                        | 1964–1964 |
| Podsekretarz stanu w ministerstwie lotnictwa                           | Julian Ridsdale                                    | 1964–1964 |
| Minister stanu ds. lotnictwa                                           | Julian Amery                                       | 1964–1964 |
| Parlamentarny sekretarz ds. lotnictwa                                  | Neil Marten                                        | 1964–1964 |
| Minister ds. kolonii                                                   | Duncan Sandys                                      | 1964–1964 |
| Minister stanu w ministerstwie ds. kolonii                             | George Petty-FitzMaurice, 8. markiz Lansdowne      | 1964–1964 |
| Podsekretarz stanu w ministerstwie ds. kolonii                         | Nigel Fisher                                       | 1964–1964 |
| Podsekretarz stanu w ministerstwie ds. kolonii                         | Richard Hornby                                     | 1964–1964 |
| Minister ds. Wspólnoty Narodów                                         | Duncan Sandys                                      | 1964–1964 |
| Minister stanu w ministerstwie ds. Wspólnoty Narodów                   | Andrew Cavendish, 11. książę Devonshire            | 1962–1964 |
| Podsekretarz stanu w ministerstwie ds. Wspólnoty Narodów               | John Tilney                                        | 1964–1964 |
| Minister obrony                                                        | Peter Thorneycroft                                 | 1964–1964 |
| Minister stanu ds. lotnictwa                                           | Hugh Fraser                                        | 1964      |
| Minister stanu ds. armii                                               | James Ramsden                                      | 1964      |
| Minister stanu ds. marynarki wojennej                                  | George Jellicoe                                    | 1964      |
| Podsekretarz stanu ds. lotnictwa                                       | Julian Ridsdale                                    | 1964      |
| Podsekretarz stanu ds. armii                                           | Peter Michael Kirk                                 | 1964      |
| Podsekretarz stanu ds. marynarki wojennej                              | John Hay                                           | 1964      |
| Minister edukacji                                                      | David Eccles                                       | 1964–1964 |
| Minister edukacji                                                      | Quintin Hogg                                       | 1964      |
| Minister stanu w ministerstwie edukacji                                | Edward Boyle                                       | 1964      |
| Minister stanu w ministerstwie edukacji                                | Peter Legh                                         | 1964      |
| Parlamentarny sekretarz w ministerstwie edukacji                       | Christopher Chataway                               | 1964–1964 |
| Podsekretarz stanu w ministerstwie edukacji                            | Frederick Ponsonby, 10. hrabia Bessborough         | 1964      |
| Podsekretarz stanu w ministerstwie edukacji                            | Christopher Chataway                               | 1964      |
| Minister zdrowia                                                       | Anthony Barber                                     | 1964–1964 |
| Parlamentarny sekretarz w ministerstwie zdrowia                        | Bernard Braine                                     | 1964–1964 |
| Parlamentarny sekretarz w ministerstwie zdrowia                        | Peter Legh, 4. baron Newton                        | 1964–1964 |
| Parlamentarny sekretarz w ministerstwie zdrowia                        | Peter Kerr, 12. markiz Lothian                     | 1964      |
| Minister ds. budownictwa, samorządu lokalnego i Walii                  | Keith Joseph                                       | 1964–1964 |
| Minister stanu ds. Walii                                               | David Lewis, 1. baron Brecon                       | 1964–1964 |
| Parlamentarny sekretarz ministerstwa budownictwa i samorządu lokalnego | Frederick Corfield                                 | 1964–1964 |
| Parlamentarny sekretarz ministerstwa budownictwa i samorządu lokalnego | Edward Astley, 22. baron Hastings                  | 1964–1964 |
| Minister pracy i służby narodowej                                      | Joseph Godber                                      | 1964–1964 |
| Parlamentarny sekretarz w ministerstwie pracy                          | William Whitelaw                                   | 1964–1964 |
| Kanclerz Księstwa Lancaster                                            | John Hare, 1. wicehrabia Blakenham                 | 1964–1964 |
| Paymaster-General                                                      | John Boyd-Carpenter                                | 1964–1964 |
| Minister emerytur i zabezpieczenia socjalnego                          | Niall Macpherson                                   | 1964–1964 |
| Parlamentarny sekretarz w ministerstwie emerytur                       | Margaret Thatcher                                  | 1964–1964 |
| Parlamentarny sekretarz w ministerstwie emerytur                       | Lynch Maydon                                       | 1964–1964 |
| Minister bez teki                                                      | Bill Deedes                                        | 1964–1964 |
| Minister bez teki                                                      | Peter Carington, 6. baron Carrington               | 1964–1964 |
| Poczmistrz generalny                                                   | Reginald Bevins                                    | 1964–1964 |
| Asystent poczmistrza generalnego                                       | Raymond Llewellyn Mawby                            | 1964–1964 |
| Minister ds. energii                                                   | Frederick Erroll                                   | 1964–1964 |
| Parlamentarny sekretarz w ministerstwie ds. energii                    | John Peyton                                        | 1964–1964 |
| Minister ds. nauki                                                     | Quintin Hogg                                       | 1964–1964 |
| Minister ds. Szkocji                                                   | Michael Noble                                      | 1964–1964 |
| Minister stanu w ministerstwie ds. Szkocji                             | Jack Nixon Browne                                  | 1964–1964 |
| Podsekretarz stanu w ministerstwie ds. Szkocji                         | Richard Brooman-White                              | 1963      |
| Podsekretarz stanu w ministerstwie ds. Szkocji                         | Priscilla Buchan, baronowa Tweedsmuir              | 1964–1964 |
| Podsekretarz stanu w ministerstwie ds. Szkocji                         | Anthony Stodart                                    | 1964–1964 |
| Podsekretarz stanu w ministerstwie ds. Szkocji                         | Gordon Campbell                                    | 1964–1964 |
| Minister ds. współpracy technicznej                                    | Robert Carr                                        | 1964–1964 |
| Przewodniczący Zarządu Handlu                                          | Edward Heath                                       | 1964–1964 |
| Minister stanu ds. handlu                                              | Niall Macpherson, 1. baron Drumalbyn               | 1964–1964 |
| Minister stanu ds. handlu                                              | Edward du Cann                                     | 1964–1964 |
| Parlamentarny sekretarz przy Zarządzie Handlu                          | David Price                                        | 1964–1964 |
| Minister transportu                                                    | Ernest Marples                                     | 1964–1964 |
| Parlamentarny sekretarz w ministerstwie transportu                     | John Cavendish, 5. baron Chesham                   | 1964–1964 |
| Parlamentarny sekretarz w ministerstwie transportu                     | John Hughes-Hallett                                | 1964–1964 |
| Parlamentarny sekretarz w ministerstwie transportu                     | Tam Galbraith                                      | 1964–1964 |
| Minister wojny                                                         | James Ramsden                                      | 1964–1964 |
| Podsekretarz stanu i finansowy sekretarz w ministerstwie wojny         | Peter Michael Kirk                                 | 1964–1964 |
| Minister robót                                                         | Geoffrey Rippon                                    | 1964–1964 |
| Parlamentarny sekretarz w ministerstwie robót                          | Richard Sharples                                   | 1964–1964 |
| Prokurator generalni                                                   | John Hobson                                        | 1964–1964 |
| Radca generalny Anglii i Walii                                         | Peter Rawlinson                                    | 1964–1964 |
| Lord adwokat                                                           | Ian Shearer                                        | 1964–1964 |
| Radca generalny Szkocji                                                | David Colville Anderson                            | 1964–1964 |
| Radca generalny Szkocji                                                | Norman Wylie                                       | 1964      |
| Skarbnik Dworu Królewskiego                                            | Michael Hughes-Young                               | 1964–1964 |
| Kontroler Dworu Królewskiego                                           | Robin Chichester-Clark                             | 1964–1964 |
| Wiceszambelan Dworu Królewskiego                                       | Graeme Finlay                                      | 1964–1964 |
| Kapitan Gentlemen-at-Arms                                              | Michael Hicks-Beach, 2. hrabia St Aldwyn           | 1964–1964 |
| Kapitan Ochotników Gwardii                                             | John Goschen, 3. wicehrabia Goschen                | 1964–1964 |
| Lord-in-waiting                                                        | Bertram Bowyer, 2. baron Denham                    | 1964–1964 |
| Lord-in-waiting                                                        | Peter Kerr, 12. markiz Lothian                     | 1964–1964 |
| Lord-in-waiting                                                        | Robert Shirley, 13. hrabia Ferrers                 | 1964–1964 |